# Nyckle Haisma
Nicolaas Jacobs Haisma (Ee, 18 mei 1907 - Tjilatjap, 22 februari 1943) was een Friestalig Nederlands schrijver.

## Levensloop
Haisma bezocht de ulo en volgde daarna de opleiding tot onderwijzer aan de Christelijke Kweekschool in Dokkum. Geld voor het halen van een hoofdakte was er echter niet. Hij vroeg daarom een studiebeurs aan. Die werd hem toegekend, met de verplichting daarna als leerkracht naar Nederlands-Indië te gaan.
Al in zijn studietijd toonde hij belangstelling voor de Friese taal en de verspreiding daarvan. Hij haalde een onderwijsbevoegdheid Fries bij de door de dichter Douwe Kalma opgerichte Algemiene Fryske Underrjocht Kommisje.
Eenmaal in Indië werd hij leraar aan een ulo in Tjirebon op Java.
Na het uitbreken van de Tweede Wereldoorlog en bij het toenemen van de Japanse dreiging tegen de Nederlandse kolonie, werd Haisma lid van de Landstorm. Toen Nederland na de Japanse inval gecapituleerd had, in maart 1942, werd Haisma geïnterneerd. Hij kwam eerst in een krijgsgevangenkamp in Bandoeng en daarna in Tjilatjap. Hier stierf hij aan de gevolgen van difterie. Hij werd uiteindelijk begraven op de in 1949 ingewijde Erebegraafplaats Leuwigajah.

## Schrijver
Nyckle Haisma was twintig toen zijn eerste Friestalige korte verhalen verschenen in het tijdschrift "Yn ús eigen tael". In 1933 verscheen een kinderboek Simmerdagen. Pas nadat hij naar Indië was gegaan, ontwikkelde zijn schrijverschap zich pas goed. Hij werd zo geïnspireerd door de tropische omgeving, dat hij zijn indrukken en belevenissen kon gebruiken voor literair werk. Zijn romantweeluik Paed oer 't hiem en Paed nei eigen hoarnleger uit respectievelijk 1937 en 1940 behoort tot het beste dat Haisma heeft geschreven. Na zijn dood werden de twee delen samengebracht als Peke Donia, de koloniael. Ook in de verhalenbundel Suderkrús speelt Indië een belangrijke rol.
In zijn laatste levensjaren schreef hij nog een Nederlandstalig kinderboek, Werkers, dat in 1948 door Douwe Tamminga in het Fries werd vertaald.
Postuum verschenen nog de novelle Simmer, die als Fries Boekenweekgeschenk uitkwam, en de bundel It lân forlinne. Ype Poortinga bundelde nog in 1978 Haisma's gedichten.
Na het verschijnen van Simmer, werd Nyckle Haisma postuum de Gijsbert Japiksprijs (in het Fries:Gysbert Japicxpriis) toegekend.
Van Haisma's werk is alleen Suderkrús als Zuiderkruis in het Nederlands vertaald.

## Werk
- Proza
  - Paed oer’t hiem (1937)
  - Suderkrús - Indische verhalen(1938)
  - Paed nei eigen hoarnleger (1940)
  - Peke Donia, de koloniael (1943)
  - Simmer (1948)
  - It lân forline (1951)
  - De wei nei it westen (1953)

- Poëzie
  - Samle fersen (1981)

- Kinderboeken
  - Simmerdagen (1933)
  - De Kar (1936)
  - Werkers (1942)

- Biografisch Portaal: 07188800
- Digitale Bibliotheek voor de Nederlandse Letteren: hais001
- Gemeinsame Normdatei: 123782023
- Library of Congress Control Number: nb2013025332
- Nederlandse Thesaurus van Auteursnamen: 068524129
- Virtual International Authority File: 47678180
- WorldCat: E39PBJrKTThwYHyv6dwGpCcVmd